# Cerro San Isidro (Carabobo)
El Cerro San Isidro es una formación de montaña ubicada en el extremo norte del Municipio Bejuma (Carabobo), Venezuela. Con una altura de 1.562 m s. n. m. el Cerro San Isidro es una de las montañas más altas en Carabobo. Constituye parte del límite norte del municipio Bejuma con el vecino Municipio Mora.

## Ubicación
El Cerro San Isidro se encuentra al oeste de Naguanagua. Al norte se continúa con Cerro de Paja que culmina con la Cumbre de Chirgua. Desde ese punto baja a nivel de la Cumbre Pica de los Silva hasta llegar al Mar Caribe por la bahía de Morón al oeste de Puerto Cabello.